# 恵文王 (趙)
恵文王（けいぶんおう）は、中国戦国時代の趙国の第7代君主。王としては第2代。姓は嬴、氏は趙、諱は何。武霊王の子。兄に公子章、弟に平原君趙勝と平陽君趙豹がいる。

## 生涯

### 即位
何の母は呉広（ごこう）の長女で、孟姚（もうよう）と通称されていた（姚姓の家の長女の意味。呉広は姓が姚、氏が呉、諱が広）。ある時に武霊王が夢の中に美女を見て、その美女の特徴を盛んに周囲に話していた。それを聞いた呉広はその夢の美女の特徴が自分の娘に良く似ている事に気づき、武霊王に娘を献上した。孟姚を見た武霊王はその日から異常に寵愛して公子何を生む。
武霊王の孟姚に対する寵愛は甚だしく、武霊王25年（紀元前301年）に孟姚が没した後、既に太子に建てていた章を廃嫡して、公子何を太子とした。
武霊王28年（紀元前298年）、武霊王は中山攻略中に太子何に位を譲り、自分は主父と称して一切を何に任せたが、依然として実権は有した。即位した何は死後に恵文王と諡されるので、この項でも以後は恵文王で通す。

### 沙丘の乱
恵文王3年（紀元前296年）、趙は中山を滅ぼし、主父は前太子の章を北方の代に封じて安陽君とした。この主父の好意を見た章は、復位の機会があるのではと思うようになり、そこで策をめぐらして恵文王を殺そうとした。
恵文王4年（紀元前295年）、主父は章の不満に気づいて、章と恵文王を沙丘に呼び出して、宴席を設けて仲を取り成そうとした。その際、章は兵を配して恵文王を殺そうとしたが、恵文王は何とか逃れ、その間に王の臣が兵を集め章の軍を破った。章は主父の館に逃げ込み、王の兵は主父の館を包囲した。章はここで餓死するが、王の側からすれば主父に対して兵を向けた形になり、包囲を解いて主父を自由にしてしまえばその後で誅殺される恐れがあり、そのまま包囲を続け、主父は餓死した。
その後も恵文王は政務を執り続けるが、稀代の戦争上手である主父の時代と比べればその軍事力には衰えが見られ、主父の時代には有利な政略を取り続けていた秦に対して不利な情勢に陥る。

### 秦との抗争
ある時、秦から恵文王が持っていた類いまれな璧（玉の一種）を「十五城と交換したい」と言ってきた。しかし、秦を信用して果たして約束が守られるとは確信できなかった。恵文王は悩んだが、そこに藺相如が名乗りを挙げて秦に赴き、やはり約束を守る気の無かった秦から璧を無事持ち帰った（「完璧」）。
恵文王20年（紀元前279年）、秦からの招きを受けて恵文王が澠池で会見を行った時に藺相如は同行した。この時に秦の昭襄王は恵文王に対して瑟（しつ、弦楽器の一種）を無理やり弾かせ、その事を国史に記述した。王に対して楽士の真似事をさせるとはと怒った藺相如は昭襄王に缻（素焼きの器、歌を謡うときにこれを叩く）を差し出してこれを叩いてくれと迫った。昭襄王は当然これを断ったが、「断るならばここであなたを刺す」と言い、昭襄王が一回だけ缻を叩いたので、そのことを国史に記述させた（「澠池の会」）。
その後も基本的に秦に従って斉などを攻めていたが、斉から送られてきた蘇厲（蘇秦の弟）の言に従って秦に背くようになる。恵文王26年（紀元前273年）、趙は魏と連合して韓の華陽を包囲した。韓は秦に救援を求め、白起が率いる秦軍は華陽の趙・魏連合軍を急襲して魏軍13万斬首、趙軍も2万人が黄河に水葬される惨敗を喫した（華陽の戦い）。
恵文王29年（紀元前270年）、秦は再び東進して韓を攻撃し、閼与に至って趙を狙った。上党をめぐって秦と争っていた恵文王は趙奢を派遣して対抗し、趙奢が率いる趙軍は秦軍を誘引して撃破した。この戦功により趙奢は馬服軍に封じられた（閼与の戦い）。この時になり、趙奢・廉頗らの名将が登場した事で度々秦に戦勝し、弟の平原君の活躍もあり、趙は安定した時代をむかえた。
恵文王33年（紀元前266年）、薨逝した。恵文王の死後、趙は長平の戦いで秦の白起に大敗し、一気に滅亡の道へと転がり落ちていく。